# كفر سعفان
قرية كفر سعفان هي إحدى القرى التابعة لمركز محلة دمنة في محافظة الدقهلية في جمهورية مصر العربية. حسب إحصاءات سنة 2006، بلغ إجمالي السكان في كفر سعفان 2109 نسمة، منهم 1123 رجل و986 امرأة.